# جواد الزايري
جواد الزايري (مواليد 17 أبريل 1982) هو لاعب كرة قدم مغربي سابق كان يشغل مركز الجناح. لعب لعدة أندية كان آخرها نادي زاكينثوس اليوناني. ولعب مع منتخب المغرب بين عامي 2000 و2009، حيث شارك في 34 مباراة وسجل ستة أهداف.
بدأ مسيرته الكروية مع نادي سوشو الفرنسي ولعب بعد ذلك لعدة أندية لعل أشهرهم نادي أوليمبياكوس. وهو لاعب متميز جدًا ذو مهارات ومراوغات عالية ولعل أحسن أهدافه هو الذي سجله ضد الجزائر لما راوغ الحارس وسجل هدفاً على بعد 39 متر وذلك في منافسات كأس أفريقيا سنة 2004 ، آخر نادي لعب له هو نادي زاكينثوس اليوناني في الدرجة الثانية من البطولة اليونانية.

## المسيرة الكروية
قضى جواد الزايري جزءاً من طفولته في حي شاناي في ماكون بفرنسا. ثم بدأ مسيرته الاحترافية في عام 2000 مع نادي نادي غويونيون.
بعد أقل من شهر على بداياته الاحترافية، التحق الزايري لأول مرة بالمنتخب الوطني المغربي تحت قيادة المدرب الوطني سعيد الخيدر ليلعب أولى مبارياته الوطنية في 2 سبتمبر 2000 في ليبرفيل إبان مواجهة الأسود ضد الغابون، انتهت بخسارة أسود أطلس بهدفين مقابل لاشيئ. شارك بعدها إلى جانب الفريق الأولمبي لكرة القدم تحت 23 للتنافس في بطولة سيدني الأولمبية.
في عام 2001، تم تجنيده من قبل مدرب نادي سوشو الفرنسي جين فيرنانديز بعد أن أظهر سرعة فائقة وإمكانيات كبيرة في المراوغة.
في أوائل عام 2003، وبعد ما يقرب من ثلاث سنوات على اختياره الأول، استدعاه المدرب الوطني بادو الزاكي كأحد عناصر المنتخب الوطني المغربي للعب مباراة ودية في فرنسا ضد السنغال. في نفس السنة، سجل هدفه الأول للمغرب في مباراة عدت في تصفيات كأس إفريقيا للأمم.
في عام 2004، تمكن برفقة منتخب المغرب من بلوغ نهائيات كأس إفريقيا للأمم لثاني مرة في تاريخ المغرب منذ كأس الأمم الأفريقية 1976 الذي توج فيه المغرب بطلا أناك، حيث خاض الزايري الربع الأخير من المقابلة فقط بسبب الإصابة والتي توجت بهزيمة المنتخب المغربي أمام البلد المضيف تونس بهدفين لهدف في انجاز تاريخي للأسود.
في يناير 2006، تمت إعارته لمدة ستة أشهر إلى اتحاد جدة. لكن بسبب الإصابة لم يجري إلا عددا قليل من المباريات. في الفترة الغير الرسمية، انتقل إلى نادي بوافيشتا، وبعد ستة أشهر تمت إعارته في يناير 2007، إلى نادي نانت، قبل أن يعود إلى النادي البرتغالي في مايو.
في شهر سبتمبر، انضم الزايري إلى نادي أستيراس تريبوليس اليوناني، حيث سيقضي موسمًا كاملاً، قبل أن يمتد إلى موسم إضافي بعد أن أثبت نجاحه.
في أبريل 2009، تعاقد لمدة سنتين مع نادي أولمبياكوس، حيث أصبح بطل اليونان مع نادي أولمبياكوس بعد الحصول على كأس اليونان والدوري اليوناني لكرة القدم، حتى مارس 2011، لكن عقده لم يتجدد. فتعاقد مع فريق باس جيانينا اليوناني حيث انضم إلى مواطنه كريم فكروش.
في 29 يناير 2012، وخلال العطلة الشتوية، ألغى جواد الزايري عقده مع فريق باس جيانينا بسبب بعض المشاكل الرياضية وتعاقد مع نادي قبرص أنورثوسيس فاماغوستا في دوري الدرجة الأولى.
في يوليو 2017، أعلن تقاعده كلاعب لكرة القدم.

## احصائيات

### المنتخب
| 0  | تاريخ      | الخصم                                | المكان                                                | الاهداف | النتيجة                                                   | المنافسة |
| 1  | 02/09/2000 | الغابون - المغرب                     | ليبرفيل                                               | 2 - 0   | اقصائيات كأس الأمم الأفريقية 2002                         | --       |
| 2  | 12/02/2003 | السنغال - المغرب                     | باريس                                                 | 0 - 1   | مباراة ودية                                               | --       |
| 3  | 29/03/2003 | سيراليون - المغرب                    | فريتاون                                               | 0 - 0   | اقصائيات كأس الأمم الأفريقية 2004                         | --       |
| 4  | 30/04/2003 | المغرب – ساحل العاج                  | الرباط                                                | 0 - 1   | مباراة ودية                                               | --       |
| 5  | 08/06/2003 | المغرب – سيراليون                    | الدار البيضاء                                         | 1 - 0   | اقصائيات كأس الأمم الأفريقية 2004                         | --       |
| 6  | 20/06/2003 | المغرب – الغابون                     | الرباط                                                | 2 - 0   | اقصائيات كأس الأمم الأفريقية 2004                         | 1        |
| 7  | 06/07/2003 | غينيا الاستوائية - المغرب            | مالابو                                                | 0 - 1   | اقصائيات كأس الأمم الأفريقية 2004                         | --       |
| 8  | 10/09/2003 | المغرب - ترينيداد وتوباغو            | مراكش                                                 | 2 - 0   | مباراة ودية                                               | --       |
| 9  | 15/11/2003 | المغرب – بوركينا فاسو                | مكناس                                                 | 1 - 0   | مباراة ودية                                               | --       |
| 10 | 19/11/2003 | المغرب – مالي                        | الدار البيضاء                                         | 0 - 1   | مباراة ودية                                               | --       |
| 11 | 27/01/2004 | نيجيريا - المغرب                     | المنستير - تونس                                       | 0 - 1   | اقصائيات كأس الأمم الأفريقية 2004                         | --       |
| 12 | 31/01/2004 | بنين - المغرب                        | ملعب الطيب المهيري - تونس                             | 0 - 4   | اقصائيات كأس الأمم الأفريقية 2004                         | --       |
| 13 | 08/02/2004 | الجزائر - المغرب                     | صفاقس - تونس                                          | 1 - 3   | ربع نهائي كأس الأمم الأفريقية 2004                        | 1        |
| 14 | 14/02/2004 | تونس - المغرب                        | رادس - تونس                                           | 2 - 1   | نهائيات كأس الأمم الأفريقية 2004                          | --       |
| 15 | 31/03/2004 | أنغولا - المغرب                      | المجمع الرياضي الأمير مولاي عبد الله - الرباط         | 0 - 3   | مباراة ودية                                               | --       |
| 16 | 28/04/2004 | المغرب - الأرجنتين                   | الدار البيضاء                                         | 0 - 1   | مباراة ودية                                               | --       |
| 17 | 04/09/2004 | المغرب - تونس                        | الرباط                                                | 1 - 1   | تصفيات كأس العالم 2006 // تصفيات كأس الأمم الأفريقية 2006 | --       |
| 18 | 10/10/2004 | غينيا - المغرب                       | كوناكري                                               | 1 - 1   | تصفيات كأس العالم 2006 // تصفيات كأس الأمم الأفريقية 2006 | --       |
| 19 | 09/02/2005 | المغرب - كينيا                       | الرباط                                                | 5 - 1   | تصفيات كأس العالم 2006 // تصفيات كأس الأمم الأفريقية 2006 | 3        |
| 20 | 26/03/2005 | المغرب - غينيا                       | الرباط                                                | 1 - 0   | تصفيات كأس العالم 2006 // تصفيات كأس الأمم الأفريقية 2006 | --       |
| 21 | 04/01/2005 | المغرب - مالاوي                      | المجمع الرياضي الأمير مولاي عبد الله - الرباط         | 1 - 4   | تصفيات كأس العالم 2006                                    | --       |
| 22 | 18/01/2005 | المغرب - كينيا                       | نيروبي، كينيا                                         | 0 - 0   | تصفيات كأس العالم 2006                                    | --       |
| 23 | 17/08/2005 | توغو - المغرب                        | روان                                                  | 1 - 0   | مباراة ودية                                               | --       |
| 24 | 15/11/2005 | الكاميرون - المغرب                   | ملعب بيير بيبارو - كليرفونتين أون إيفلين - فرنسا      | 0 - 0   | مباراة ودية                                               | --       |
| 25 | 09/01/2006 | جمهورية الكونغو الديمقراطية - المغرب | المجمع الرياضي الأمير مولاي عبد الله - الرباط، المغرب | 0 - 3   | مباراة ودية                                               | --       |
| 26 | 14/01/2006 | زيمبابوي - المغرب                    | ملعب الحارثي، مراكش، المغرب                           | 0 - 1   | مباراة ودية                                               | --       |
| 27 | 16/08/2006 | بوركينا فاسو - المغرب                | المجمع الرياضي الأمير مولاي عبد الله - الرباط، المغرب | 0 - 1   | مباراة ودية                                               | 1        |
| 28 | 02/06/2007 | زيمبابوي - المغرب                    | المركب الرياضي محمد الخامس - الدار البيضاء، المغرب    | 0 - 2   | تصفيات كأس الأمم الأفريقية 2008                           | 1        |
| 29 | 16/06/2007 | مالاوي - المغرب                      | ملعب كاموزو، بلانتاير، مالاوي                         | 0 - 1   | تصفيات كأس الأمم الأفريقية 2008                           | --       |
| 30 | 16/11/2007 | فرنسا - المغرب                       | ملعب فرنسا، سان دوني، فرنسا                           | 2 - 2   | مباراة ودية                                               | --       |
| 31 | 21/11/2007 | السنغال - المغرب                     | ملعب دومينيك دوفوتشيل - كريتاي، فرنسا                 | 0 - 3   | مباراة ودية                                               | --       |
| 32 | 12/08/2009 | الكونغو - المغرب                     | المجمع الرياضي الأمير مولاي عبد الله - الرباط، المغرب | 1 - 1   | مباراة ودية                                               | --       |
| 33 | 06/09/2009 | توغو - المغرب                        | ملعب كيغيه - لومي، توغو                               | 1 - 1   | تصفيات كأس العالم 2010                                    | --       |
| 34 | 10/10/2009 | الغابون - المغرب                     | ملعب عمر بونغو - ليبرفيل، الغابون                     | 3 - 1   | تصفيات كأس العالم 2010                                    | --       |
| -- | ---------- | ------------------------------------ | ----------------------------------------------------- | ------- | --------------------------------------------------------- | -------- |

## جوائز وتكريمات
- الدوريات الأوروبية

| سنة  | البلد   | الدوريات                      | الفريق          |
| ---- | ------- | ----------------------------- | --------------- |
| 2000 | فرنسا   | كأس الرابطة الفرنسية          | نادي غويونيون   |
| 2001 | فرنسا   | الدوري الفرنسي الدرجة الثانية | نادي سوشو       |
| 2007 | فرنسا   | الدوري الفرنسي الدرجة الثانية | نادي نانت       |
| 2009 | اليونان | الدوري اليوناني لكرة القدم    | نادي أولمبياكوس |
| 2009 | اليونان | كأس اليونان                   | نادي أولمبياكوس |

- الدوريات الأسيوية

| سنة  | البلد    | الدوريات         | الفريق       |
| ---- | -------- | ---------------- | ------------ |
| 2005 | السعودية | دوري أبطال آسيا  | نادي الاتحاد |
| 2005 | السعودية | دوري أبطال العرب | نادي الاتحاد |

### الجوائز الفردية
| البلد   | الدوريات                                 | سنة  | النتيجة                    |
| ------- | ---------------------------------------- | ---- | -------------------------- |
| فرنسا   | كأس الرابطة الفرنسية                     | 2000 | فوز                        |
| فرنسا   | الدوري الفرنسي الدرجة الثانية            | 2001 | فوز                        |
| فرنسا   | كأس الرابطة الفرنسية                     | 2003 | الدور النهائي              |
| فرنسا   | كأس الرابطة الفرنسية                     | 2004 | فوز                        |
| المغرب  | كأس الأمم الأفريقية 2004                 | 2004 | الوصيف الثاني (نائب البطل) |
| اليونان | بطولة كرة القدم اليونانية للدرجة الثانية | 2007 | فوز                        |
| اليونان | كأس اليونان                              | 2009 | فوز                        |
| اليونان | الدوري اليوناني لكرة القدم               | 2009 | فوز                        |
| اليونان | الدوري اليوناني لكرة القدم               | 2010 | الوصيف الثاني (نائب البطل) |
| اليونان | الدوري اليوناني لكرة القدم               | 2011 | فوز                        |

## روابط خارجية
- جواد الزايري على موقع الاتحاد الدولي (مؤرشف)  (الإنجليزية)
- جواد الزايري على موقع قاعدة بيانات كرة القدم.إي يو (الإنجليزية)
- جواد الزايري على موقع ليكيب (الفرنسية)
- جواد الزايري على موقع ناشيونال فوتبول تيمز (الإنجليزية)
- جواد الزايري على موقع Soccerway.com (الإنجليزية)
- جواد الزايري على موقع كووورة
- جواد الزايري على موقع أوليمبيديا (الإنجليزية)